# کیش لورن
کیش لورن (انگلیسی: Quiche Lorraine) یک تارت فرانسوی است که با پر کردن خامه، تخم مرغ، و بیکن یا ژامبون، در یک پوسته خمیری است. تا اواسط قرن بیستم در خارج از منطقه فرانسوی لورن کمتر شناخته شده بود. با گسترش محبوبیت آن، در سطح ملی و بین‌المللی، افزودن پنیر رایج شد، اگرچه به عنوان غیراصولی بودن آن مورد انتقاد قرار گرفت. این غذا ممکن است داغ، گرم یا سرد سرو شود.